# Гоздно (Нижньосілезьке воєводство)
Гоздно (пол. Gozdno, нім. Herrmannswaldau) — село в Польщі, у гміні Свежава Злоторийського повіту Нижньосілезького воєводства.
Населення — 86 осіб (2011).
У 1975-1998 роках село належало до Єленьогурського воєводства.

## Демографія
Демографічна структура станом на 31 березня 2011 року:
|          | Загалом | Допрацездатний вік | Працездатний вік | Постпрацездатний вік |
| -------- | ------- | ------------------ | ---------------- | -------------------- |
| Чоловіки | 45      | 7                  | 32               | 6                    |
| Жінки    | 41      | 4                  | 24               | 13                   |
| Разом    | 86      | 11                 | 56               | 19                   |

## Галерея

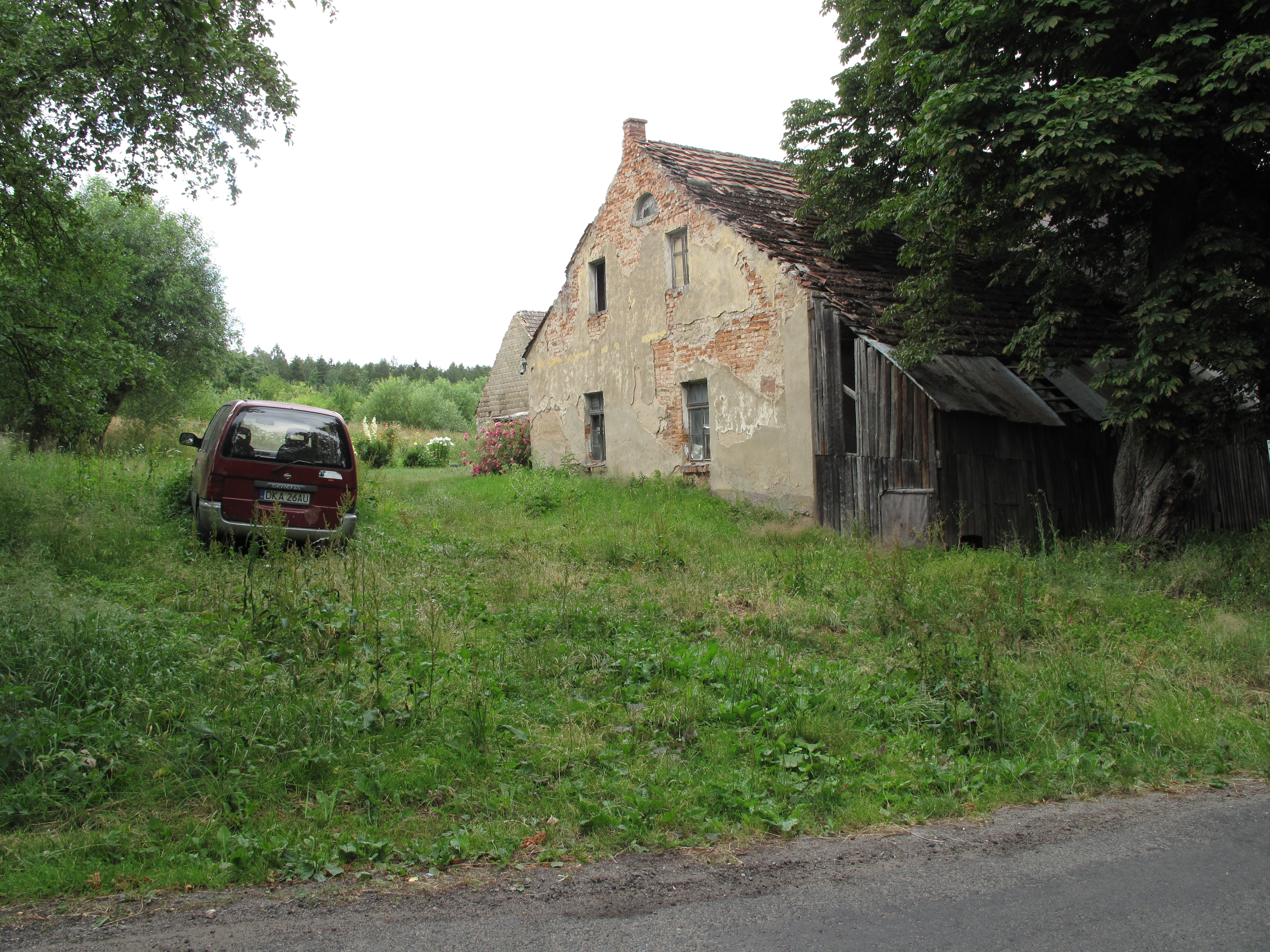
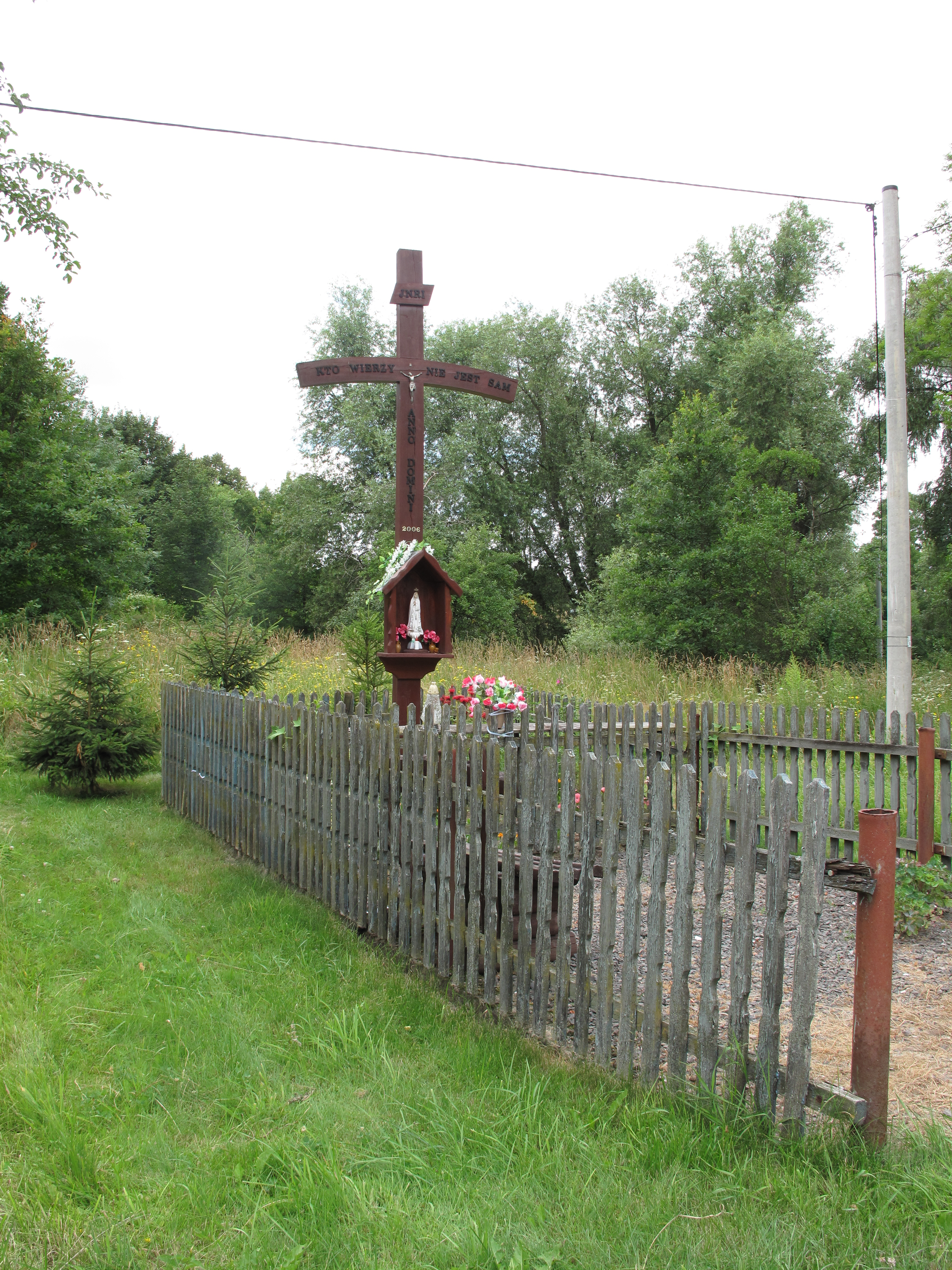
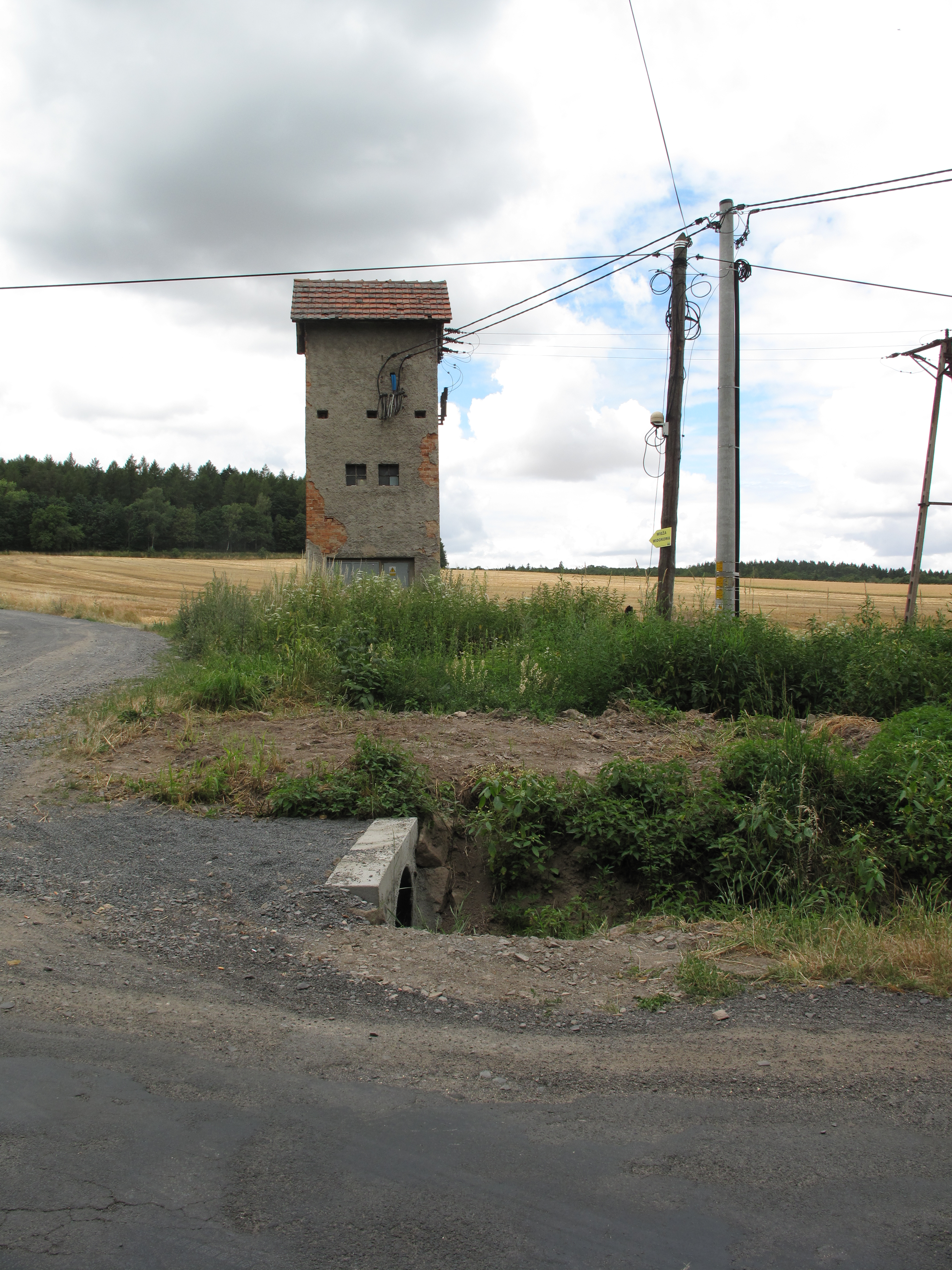
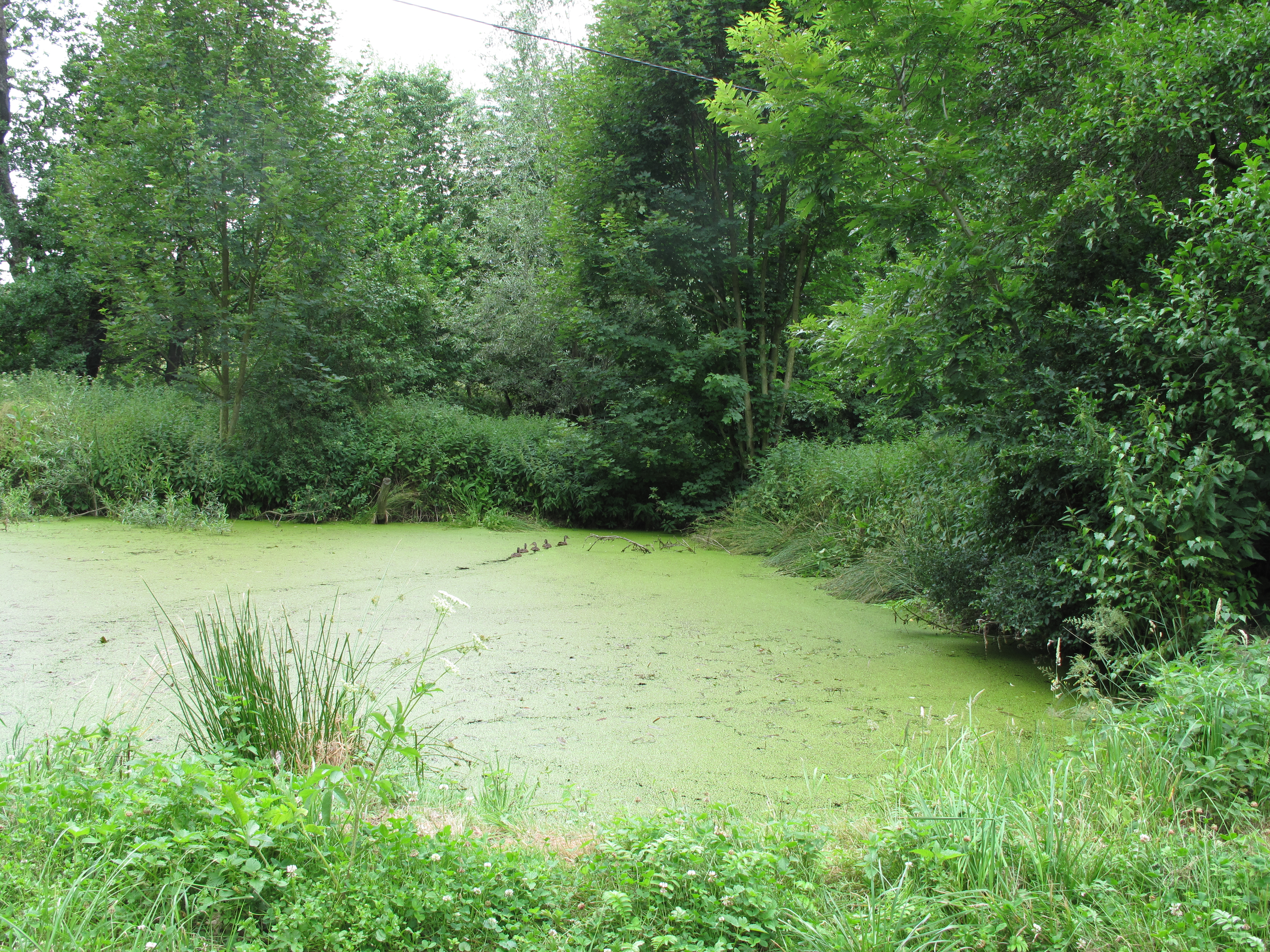